# Operation Snow White
Operation Snow White (übersetzt: Operation Schneewittchen) war die Scientology-interne Benennung eines Vorhabens in den 1970er Jahren, das die größte Unterwanderung der Regierung der USA in der Geschichte zum Ziel hatte. Im Rahmen dieser Operation infiltrierten Angehörige von Scientology Regierungsbüros, führten Abhörmaßnahmen durch und stahlen Dokumente, insbesondere innerhalb des Internal Revenue Service. Elf hochrangige Scientology-Führungskräfte, unter ihnen Mary Sue Hubbard, die Frau des Gründers L. Ron Hubbard und an zweiter Stelle innerhalb der Organisationsstruktur, wurden vor Bundesgerichten wegen Strafvereitelung, Einbruchs in Regierungsgebäude und Diebstahls von Dokumenten und Regierungseigentum verurteilt (United States vs. Mary Sue Hubbard et al., 493 F. Supp. 209 (D.D.C. 1979)).

## Hintergrund
Das „Snow White Programm“ wurde von L. Ron Hubbard in einem Versuch verfasst, unvorteilhafte Berichte über Scientology, deren Organisation oder seiner eigenen Person zu verhindern, wobei er insbesondere Interpol und den Internal Revenue Service im Auge hatte. Ob die in diesem Kontext von Scientology-Führungskräften begangenen Straftaten auf einem Missverständnis besagter Richtlinien beruhten oder schlicht die exakte Ausführung der Anordnungen Hubbards darstellten, ist zwischen Anhängern und Kritikern von Scientology umstritten.

## Untersuchungsergebnisse
Neben Beweisen für jene gegen die Regierung der USA gerichteten illegalen Handlungen erbrachten Durchsuchungen des FBI von Scientology-Anlagen im Jahre 1977 auch Nachweise für andere illegale Aktivitäten der Organisation gegenüber vermeintlichen Feinden von Scientology. Hierunter fanden sich beispielsweise Dokumente zur „Operation Freakout“, einer Verschwörung, in deren Rahmen die Autorin Paulette Cooper unter anderem falscher Bombendrohungen bezichtigt werden sollte. Es wurden auch gefälschte Unfallflucht-Anschuldigungen gegen Gabe Cazares, den Bürgermeister von Clearwater/Florida, gefunden.

## Beteiligte Personen
Mary Sue Hubbard, Cindy Raymond, Gerald Bennett Wolfe, Henning Heldt, Duke Snider, Gregory Willardson, Richard Weigand, Mitchell Herman, Sharon Thomas, Jane Kember und Mo Budlong, sämtlich hochrangige Scientologen, wurden zu Gefängnisstrafen verurteilt, während der Anwalt Kendrick Moxon als nichtangeklagter Mitverschwörer genannt wurde, dem FBI falsche Handschriftproben übergeben zu haben. Seit 1999 ist Moxon leitender Firmenanwalt der Organisation. Auch L. Ron Hubbard wurde von der Staatsanwaltschaft als nichtangeklagter Mitverschwörer benannt.

## Auswirkungen der Affäre
Scientology behauptet, das Guardian Office (die Detektei von Scientology) habe entgegen seinem Auftrag und ohne das Wissen des Managements der Sekte gehandelt; das Guardian Office sei danach aufgelöst worden und alle, die an der Affäre beteiligt waren oder von ihr wussten, seien aus der Kirche ausgestoßen worden.

### Auswirkungen in Kanada
Im Rahmen der Ermittlungen gegen die Organisation im Nachbarstaat Kanada (Operation Snow White case, investigations into the Church of Scientology) wurden weitere Dokumentendiebstähle aus öffentlichen und privaten Einrichtungen sowie Details zu verdeckten Operationen in Kanada enthüllt. In deren Folge wurden sieben Mitglieder sowie die Church of Scientology selbst in zwei Fällen wegen „Verletzung des öffentlichen Vertrauens“ (Criminal Breach of the Public Trust) verurteilt (R. v. Church of Scientology of Toronto).